# Госпел
Го́спел (англ. gospel — Євангеліє) — вид музики, що походить від сольних одноголосних духовних гімнів північноамериканських афроамериканців-баптистів на сюжети з Євангелія. Розвинувся в кінці XIX століття, однак особливу популярність отримав у 1930-х роках. Музика госпел — переважно вокальна, гармонічна, складається на релігійні (християнські) тексти.
Пізніше з'явилося декілька течій, що походятть від госпелу, зокрема сучасний госпел, міський сучасний госпел і модерний госпел. Деякі форми госпелу виконуються із супроводом електрогітар, барабанів та бас-гітари. Вокальний стиль госпел, який походить від експресивного речитативу проповідей афроамериканських пасторів, став основою стилю соул.
Серед найвідоміших виконавців госпелу — Елвіс Преслі, Літл Річард, Джонні Кеш, Біллі Престон, Al Green та інші.